# Broadway Melody of 1936
Broadway Melody 1936 -subtitulada El Naixement d'una estrella- és una pel·lícula musical estatunidenca de Roy Del Ruth, estrenada el 1935.

## Argument
Bob Gordon rep una bona oferta econòmica pel seu espectacle de Broadway, però ha de comptar amb la vídua Lilian. Ensucrat musical que va optar a l'Oscar a la millor pel·lícula, i on es parla dels tripijocs del Broadway de l'època, on els artistes desitgen assolir la fama i el reconeixement.

## Producció
La pel·lícula va ser produïda per la Metro-Goldwyn-Mayer (MGM) (controlada per Incorporated Loew). Va ser rodada del 29 d'abril a juliol de 1935.

### Números musicals
- You Are My Lucky Star (música i lletra de Nacio Herb Brown i Arthur Freed)
- I've Got a Feelin' You're Foolin' (música i lletra de Nacio Herb Brown i Arthur Freed)
- Sing Before Breakfast (música i lletra de Nacio Herb Brown i Arthur Freed)
- Broadway Melody (música i lletra de Nacio Herb Brown i Arthur Freed)
- Broadway Rhythm (música i lletra de Nacio Herb Brown i Arthur Freed)
- On a Sunday Afternoon (música i lletra de Nacio Herb Brown i Arthur Freed)

### Dansa
Els números de dansa van ser creats i dirigits per Dave Gould. Per a la cançó I've Got a Feelin' You're Foolin, Gould tenia com ajudant Thayer the Magician. El ballet Lucky Star va ser feta per Albertina Rasch, Broadway Rhythm per Geneva Hall.

## Distribució
Distribuït per la Metro-Goldwyn-Mayer (MGM), va ser estrenada als cinemes dels EUA el 20 de setembre de 1935 després d'una estrena a Hollywood el 25 d'agost i una a Nova York el 18 de setembre de 1935.

## Repartiment
- Jack Benny: Bert Keeler
- Eleanor Powell: Irene Foster
- Robert Taylor: Robert Gordon
- Una Merkel: Kitty Corbett
- Sid Silvers: Snoop Blue
- Buddy Ebsen: Ted Burke
- June Knight: Lillian Brent
- Vilma Ebsen: Sally Burke
- Nick Long Jr.: Basil Newcombe
- Robert Wildhack: Hornblow
- Paul Harvey: Scully
- Frances Langford: Ella mateixa
- Harry Stockwell: Ell mateix

## Al voltant de la pel·lícula
- La pel·lícula reprèn el principi de la revista estrenat a The Broadway Melody el 1929.